# 앨릭스 하트먼
앨릭스 하트먼(Alex Heartman, 1990년 2월 26일 ~ )은 미국의 배우이다. 《파워레인저 사무라이》의 제이든/레드 사무라이 레인저 역할로 잘 알려져 있다.

## 출연 작품
| 텔레비전 프로그램 | 텔레비전 프로그램        | 텔레비전 프로그램           | 텔레비전 프로그램 |
| 연도              | 제목                     | 역할                        | 비고              |
| ----------------- | ------------------------ | --------------------------- | ----------------- |
| 2011              | 파워레인저 사무라이      | 제이든/레드 사무라이 레인저 |                   |
| 2012              | 파워레인저 슈퍼 사무라이 | 제이든/레드 사무라이 레인저 |                   |

## 수상 및 후보
- 2012년 키즈 초이스 어워드 - Favorite TV Actor 후보